# پدرو گونسالس (بازیکن فوتبال، زاده ۱۹۴۳)
پدرو گونسالس (اسپانیایی: Pedro González‎؛ زادهٔ ۱۹ مهٔ ۱۹۴۳) بازیکن فوتبال اهل پرو بود.
از باشگاه‌هایی که در آن بازی کرده‌است می‌توان به باشگاه فوتبال اونیورسیتاریو ده دپورتس اشاره کرد.
وی همچنین در تیم ملی فوتبال پرو بازی کرده‌است.